# Riboza 5-fosfat
Riboza 5-fosfat (R5P, C5H11O8P) je organski kemijski spoj. Molarne je mase 230,11 g·mol−1. Ova pentoza odnosno riboza nastaje kao međuproizvod i proizvod u staničnom metabolizmu putem pentoza-fosfata (PPP). Kao kod mnogih drugih metabolizama ugljikohidrata, od dvaju enantiomera važan je samo D-oblik.
Kao zadnji korak u oksidacijskim reakcijama u putu pentoza-fosfata nastaje ribuloza 5-fosfat. Ovisno o stanju tjelesne stanice, ona se može reverzibilno izomerizirati u ribozu 5-fosfat. U drugim okolnostima ribuloza 5-fosfat može nizom izomerizacija i transaldolacija i transketolacija prijeći u ostale pentoza fosfate.
U sintezi de novo, nukleotidi nastaju iz jednostavnih preteča, među kojima je riboza 5-fosfat. Iz riboza-5-fosfata i ATP pomoću PRPP sintetaze sintetizira se PRPP, 5-fosforibozil-1-pirofosfat. Riboza 5-fosfat igra i važnu ulogu u sintezi koenzima i aminokiselina.
Kinaze pretvaraju nukleozid monofosfate u nukleozid trifosfate, pa enzim riboza-fosfat difosfokinaza pretvara ribozu-5-fosfat u fosforibozil pirofosfat.

## Vanjske poveznice
- PubChem